# Castelnau-le-Lez
Castelnau-le-Lez è un comune francese di 23 469 abitanti situato nel dipartimento dell'Hérault nella regione dell'Occitania.

## Storia

### Simboli
Lo stemma del comune di Castelnau-le-Lez è stato adottato nel 1978.
Nello stemma sono rappresentati il santo patrono e la croce di Tolosa, simbolo dell'Occitania.

## Società

### Evoluzione demografica
Abitanti censiti

## Amministrazione

### Gemellaggi
- Argenta, dal 2003